# Lotyšsko na Letních olympijských hrách 2004
Lotyšsko se účastnilo Letní olympiády 2004. Zastupovalo ji 32 sportovců (22 mužů a 10 žen) v 11 sportech.

## Medailisté
| Medaile | Jméno                | Sport                | Soutěž           |
| ------- | -------------------- | -------------------- | ---------------- |
| Stříbro | Jelena Rubļevska     | Moderní pětiboj      | ženy             |
| Stříbro | Vadims Vasiļevskis   | Atletika             | Muži hod oštěpem |
| Stříbro | Viktors Ščerbatihs   | Vzpírání             | Muži nad 105 kg  |
| Stříbro | Jevgenijs Saproņenko | Sportovní gymnastika | muži přeskok     |